# Inselstraße 27 (Düsseldorf)

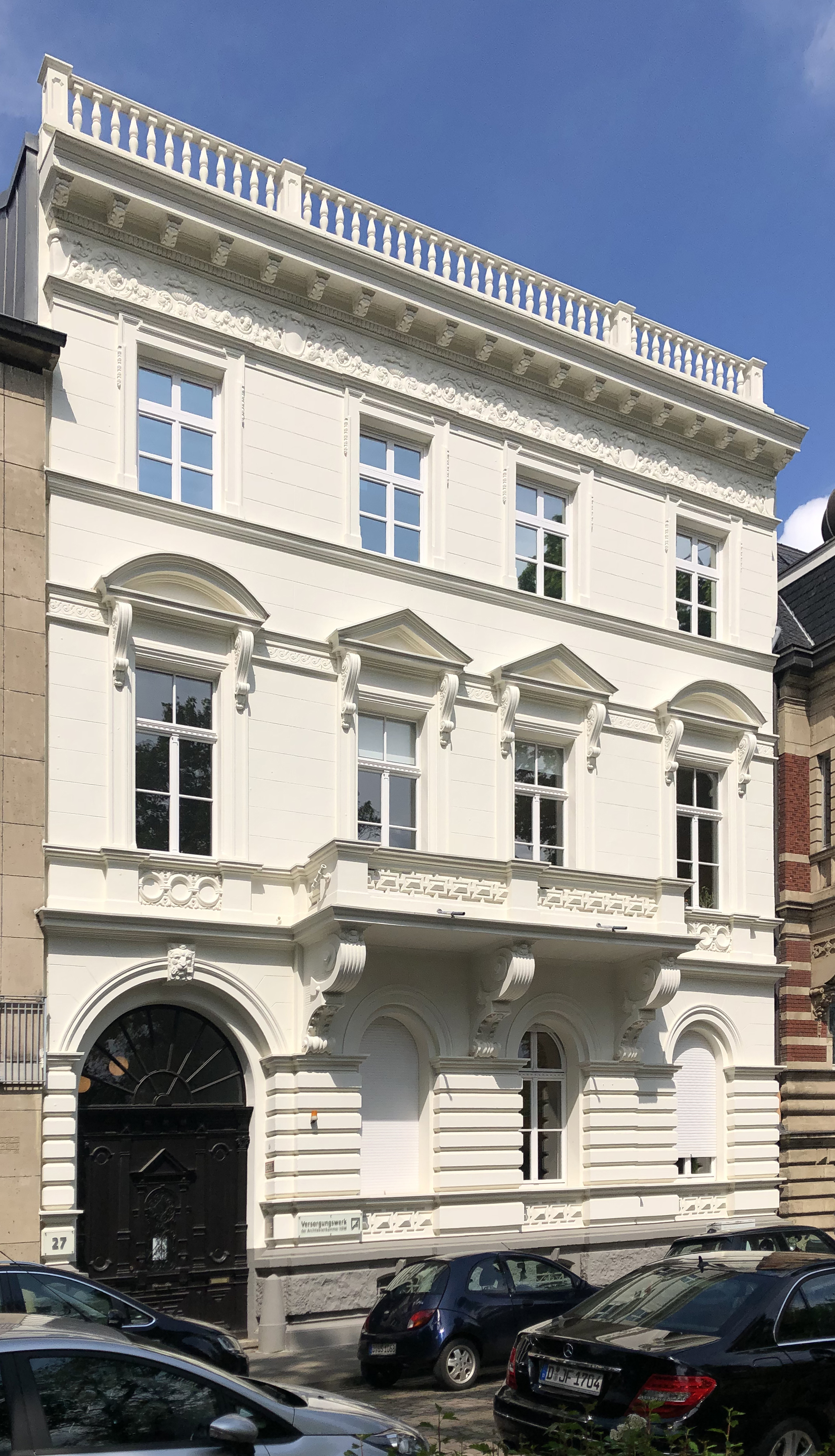
Fassade (2021)

Das Wohnhaus Inselstraße 27 in Düsseldorf-Pempelfort wurde von den Düsseldorfer Architekten Otto van Els und Bruno Schmitz im Jahre 1887 für Stadtrat August Hüllstrung erbaut. Hüllstrung verstarb im September 1897. Seine Frau Amalie, geborene Spiecker, im folgenden Jahr.
Im Jahre 1900 erfolgte eine Erweiterung des Hofflügels. Baurat Carl Wiegang, der neue Besitzer des Hauses, ließ das Haus durch den Architekten Hermann vom Endt umbauen.

## Beschreibung
Das Gebäude ist dreigeschossig. Die Fassade ist in vier Achsen unterteilt. Der Eingang befindet sich unter einem Rundbogen auf der linken Seite. In der Beletage befindet sich ein auf Voluten ruhender Balkon, der die beiden mittleren Achsen einnimmt.

## Kunstgeschichtliche Bedeutung
Architektur- und Stadtgeschichte, sowie die Außengestaltung spielten eine entscheidende Rolle, wieso das Gebäude unter Denkmalschutz gestellt wurde:

„Das Haus steht wegen der sehr qualitätvollen Gestaltung und als eines der letzten Zeugnisse der repräsentativen Wohnbebauung am Hofgarten aus architektur- und stadtgeschichtlichen Gründen unter Denkmalschutz.“

## Geschichte
Die Villa Hüllstrung wurde als herrschaftliches Wohnhaus genutzt. Anfang der 1930er Jahre, Eigentümer war die Stadt Düsseldorf und 1934 das Haus unbewohnt, zog um 1935 die SA-Standarte 39 „Schlageter“ ein. Bis 1975 fand das Robert-Schumann-Konservatorium, um 1935 eröffnet durch Generalmusikdirektor Hugo Balzer, seinen Platz in dem Gebäude. Heute ist hier der Sitz des Versorgungswerks der Architektenkammer Nordrhein-Westfalen.